# Премія Річарда Докінза
Премія Річарда Докінза — щорічна нагорода, що відзначає активістів атеїзму, які розвивають цінності секуляризму та раціоналізму. Приз названий на честь еволюційного біолога Річарда Докінза. Премія заснована Атеїстичним альянсом Америки в 2003 році.

## Лауреати
- 2003: Джеймс Ренді
- 2004: Енн Друян
- 2005: Penn & Teller
- 2006: Джулія Свіні
- 2007: Деніел Деннет
- 2008: Аяан Гірсі Алі
- 2009: Білл Махер[6]
- 2010: Сьюзен Джейкобі[7]
- 2011: Крістофер Гітченс[8]
- 2012: Юджині Скотт[9]
- 2013: Стівен Пінкер[10]
- 2014: Ребекка Голдштейн[11]
- 2015: Джеррі Койн[12]
- 2016: Лоуренс М. Краусс
- 2017: Девід Сілверман
- 2018: Стівен Фрай
- 2019: Рікі Жервейс[13][14]
- 2020: Джавед Ахтар[15][16][17][18][19]

## Галерея

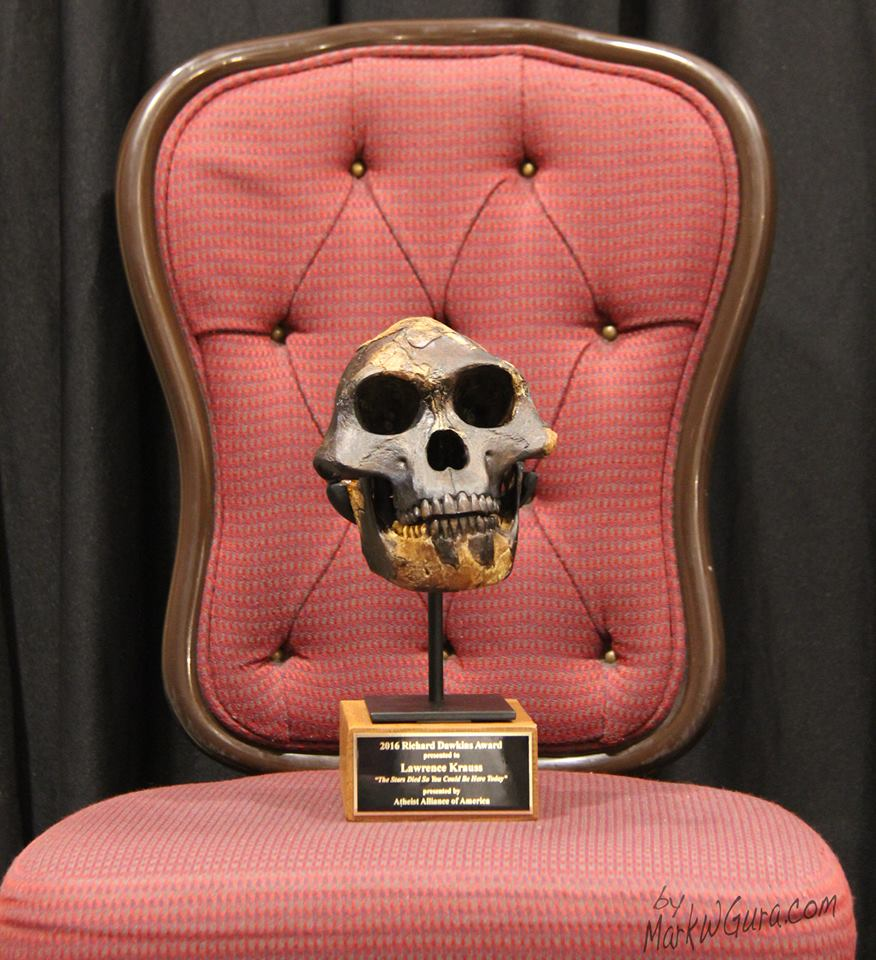
Премія Річарда Докінза
Джеррі Койн отримує премію Річарда Докінза в Атланті, штат Джорджія (2015)Джеррі Койн отримує премію Річарда Докінза в Атланті, штат Джорджія (2015)
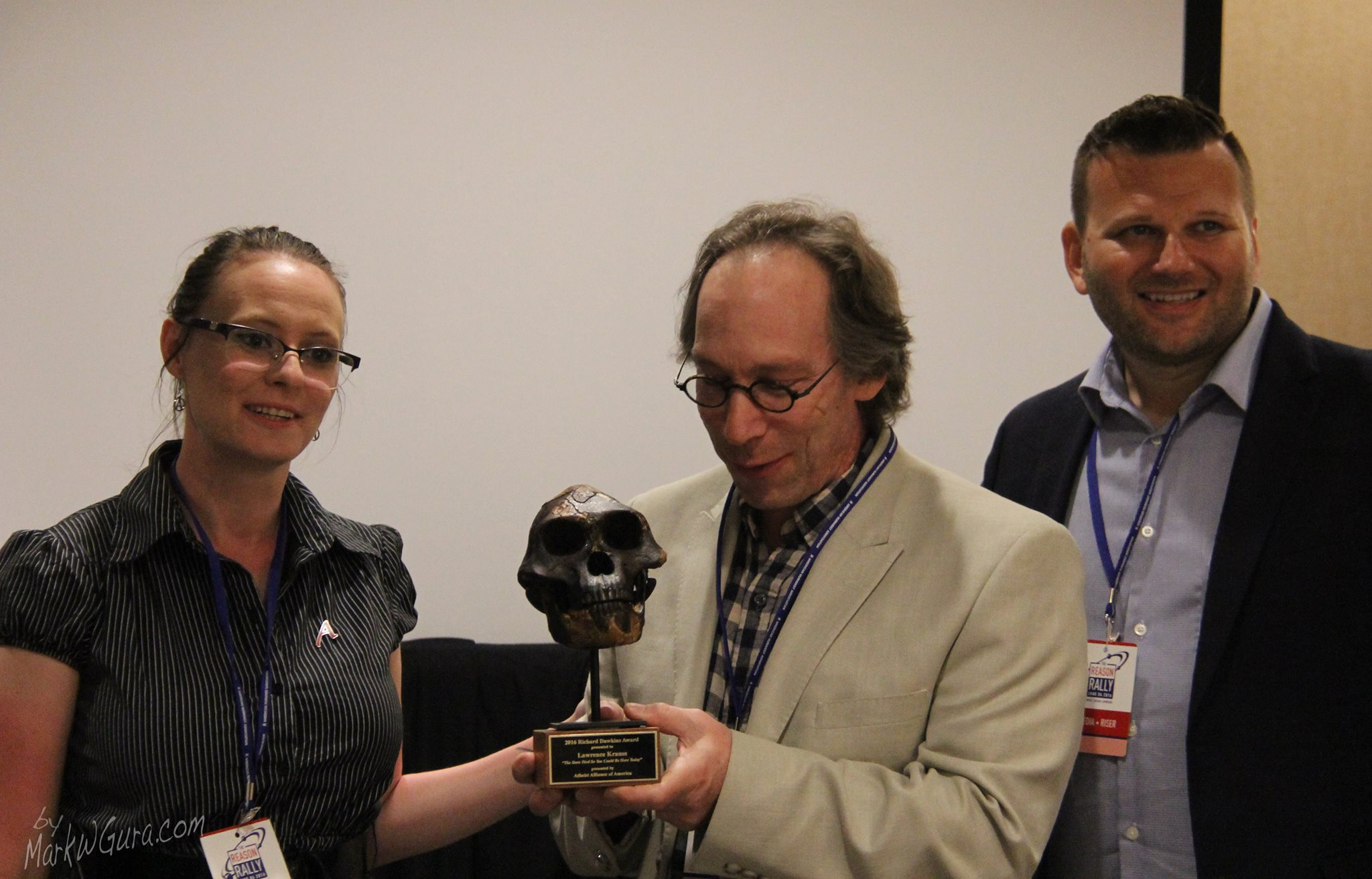
Лоуренса Крауса нагороджують Марк Гура та Меліса П'ю на Reason Rally (2016)
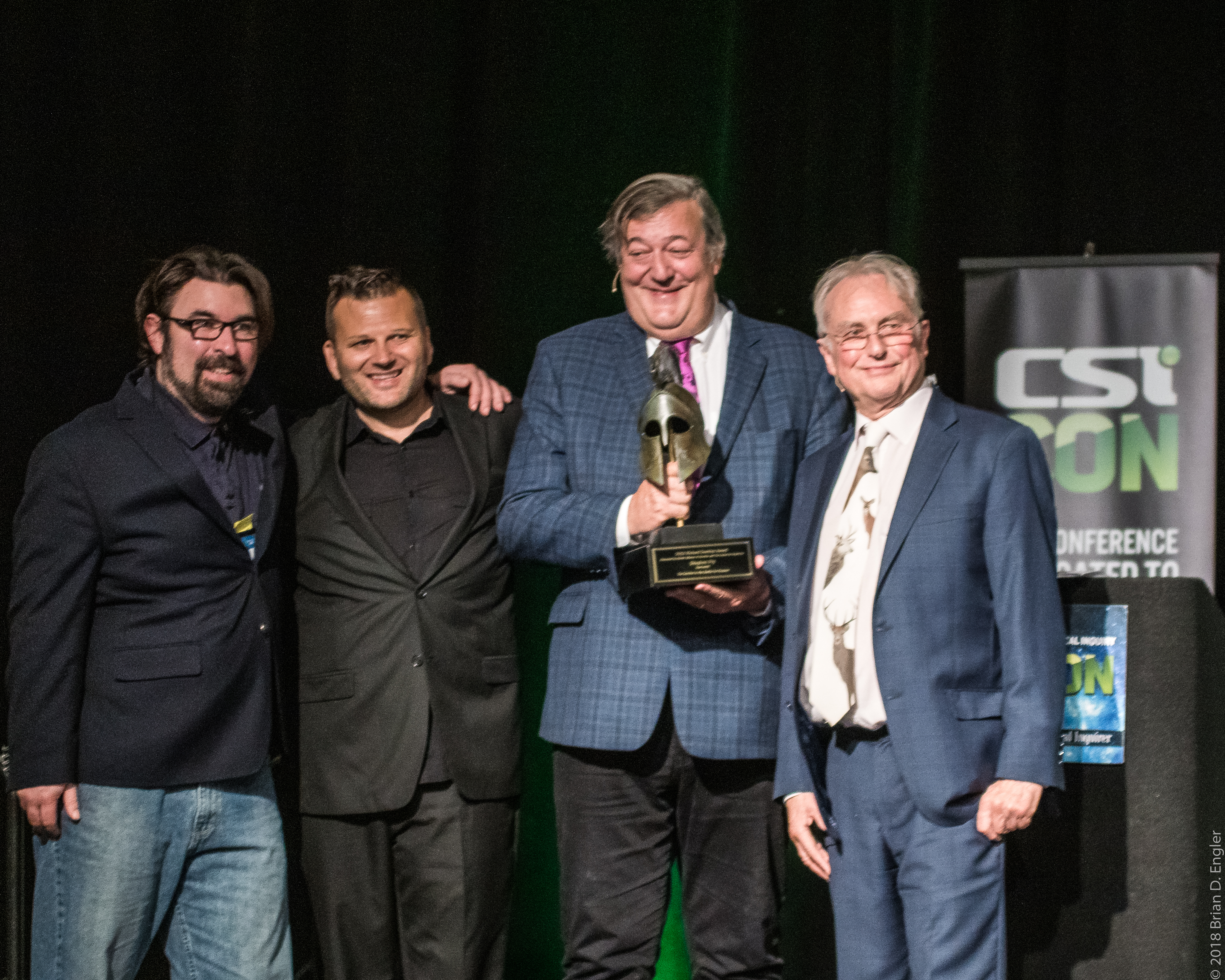
Річард Докінз, Марк Гура та CW Браун вручають нагороду Стівену Фраю на CSICon